# Trioblattella castanea
Trioblattella castanea är en kackerlacksart som först beskrevs av Rocha e Silva 1958.  Trioblattella castanea ingår i släktet Trioblattella och familjen småkackerlackor. Inga underarter finns listade i Catalogue of Life.